# Gare de Peipin
La gare de Peipin est une gare ferroviaire française (fermée) de la ligne de Lyon-Perrache à Marseille-Saint-Charles (via Grenoble), située sur le territoire de la commune de Peipin, dans le département des Alpes-de-Haute-Provence, en région Provence-Alpes-Côte d'Azur.
Elle est mise en service en 1872 par la Compagnie des chemins de fer de Paris à Lyon et à la Méditerranée (PLM).

## Situation ferroviaire
Établie à 455 mètres d'altitude, la gare de Peipin est située au point kilométrique (PK) 296,583 de la ligne de Lyon-Perrache à Marseille-Saint-Charles (via Grenoble), entre les gares de Sisteron et de Château-Arnoux - Volonne. 

## Histoire
La gare est encore desservie en 1956, mais ne l'est plus en 1967 (selon les indicateurs Chaix de ces deux années).